# Blars
Blars is een gemeente in het Franse departement Lot (regio Occitanie) en telt 117 inwoners (1999). De plaats maakt deel uit van het arrondissement Cahors.

## Geografie
De oppervlakte van Blars bedraagt 27,6 km², de bevolkingsdichtheid is 4,2 inwoners per km².
De onderstaande kaart toont de ligging van Blars met de belangrijkste infrastructuur en aangrenzende gemeenten.

## Demografie
Onderstaande figuur toont het verloop van het inwonertal (bron: INSEE-tellingen).